# ディディエ・イブラヒム・エンドング
ディディエ・イブラヒム・エンドング（Didier Ibrahim N'Dong 、1994年6月17日 - ）は、ガボン・ランバレネ出身のプロサッカー選手。エステグラルFC所属。ポジションは、ミッドフィールダー。

## クラブ経歴

### スファクシアン
2012年9月26日にトップテームデビューを果たすも、このシーズンはこの1試合の出場のみに終わった。翌シーズンは新たに就任したルート・クロル監督の下で出場機会をつかみ、2013年4月14日には初ゴールも挙げた。プレーオフでは6試合に出場し、クラブ8回目となるリーグ優勝に貢献した。

### ロリアン
2015年1月3日、フランス・リーグ・アンのFCロリアンに移籍、4年半契約を結んだ
。

### サンダーランド
2016年8月31日、サンダーランドAFCにクラブレコードの1360万ポンドで移籍。2017年2月4日のクリスタル・パレスFC戦で移籍後初ゴール。

### ワトフォード
2018年1月31日、ワトフォードFCへシーズン終了までのレンタル移籍、契約には買取オプションが含まれている。

### ギャンガン
2018年12月28日、EAギャンガンに移籍することが発表された。

## 代表歴
2012年11月14日のサッカーポルトガル代表戦でガボン代表デビュー。

## タイトル

### クラブ
CSスファクシアン
- チュニジア・リーグ (1): 2012–13